# کیم مین جی (خواننده)
کیم مین جی (کره‌ای: 김민지؛ زادهٔ ۷ مه ۲۰۰۴) که با نام مین‌جی (کره‌ای: 민지) شناخته می‌شود، خواننده اهل کره جنوبی است. او فعالیت خود را به عنوان عضو گروه دخترانه کره‌ای نیوجینز زیر نظر ادور در ژوئیه ۲۰۲۲ آغاز کرد.

## ویدئوشناسی

### حضور در موزیک ویدئو
| سال  | عنوان       | آرتیست | منابع |
| ---- | ----------- | ------ | ----- |
| ۲۰۲۱ | «اجازه رقص» | بی‌تی‌اس | [ ۱ ] |

## فیلم‌شناسی

### میزبان
| سال  | عنوان              | توضیحات                           | منابع       |
| ---- | ------------------ | --------------------------------- | ----------- |
| ۲۰۲۳ | بانک موسیقی کی‌بی‌اس | به همراه لی چه مین                | [ ۲ ] [ ۳ ] |
| ۲۰۲۳ | کی‌کان ۲۰۲۲ ژاپن    | به همراه هوانگ مین هیون از نوایست | [ ۴ ]       |